# Willie Smith (baloncestista)
William C. "Willie" Smith (Las Vegas, Nevada, 26 de octubre de 1955) es un exjugador de baloncesto estadounidense que jugó 78 partidos repartidos en cuatro diferentes temporadas en la NBA además de hacerlo en la CBA y en la WBA. Con 1,88 metros de estatura, lo hacía en la posición de base.

## Trayectoria deportiva

### Universidad
Tras pasar dos años en el pequeño Junior College de Seminole, jugó durante dos temporadas con los Tigers de la Universidad de Misuri, en las que promedió 23,8 puntos y 5,5 rebotes por partido. Es el jugador de los Tigers que más puntos ha conseguido (1.387) en una carrera de dos años en su historia, siendo elegido en ambas temporadas en el mejor quinteto de la Big Eight Conference, y en 1976 ganando además el Premio al Jugador del Año de la conferencia.

### Profesional
Fue elegido en la decimoctava posición del Draft de la NBA de 1976 por Chicago Bulls, pero solo llegó a jugar 11 minutos en dos partidos en los cuales no anotó ni un solo punto, antes de ser despedido.
Tras pasar la temporada en blanco, al año siguiente se reptió la historia, fichando primero como agente libre por Philadelphia 76ers y echado sin llegar a debutar, y posteriormente con Indiana Pacers, donde jugó 7 minutos en un único partido antes de ser despedido.
Después de quedarse sin equipo, probó primero en la CBA y después en la efímera WBA, donde formando parte de la plantilla de los Las Vegas Dealers fue elegido en el mejor quinteto de la competición.
En 1979 fichó por los Portland Trail Blazers, llegando a jugar 13 partidos, en los que promedió 4,5 puntos y 1,3 asistencias. Antes del inicio de la temporada 1979-80 fue traspasado a Cleveland Cavaliers a cambio de una futura tercera ronda del draft, donde por fin jugaría una temporada completa en la NBA, promediando 4,8 puntos y 4,2 asistencias por partido.
Jugó posteriormente tres temporadas más en la CBA antes de retirarse definitivamente.

## Estadísticas de su carrera en la NBA

### Temporada regular
| Temporada | Edad | Equipo                 | Liga | P  | TIT | MIN  | TC  | TCA | %TC  | 3P  | 3PA | %3P  | TL  | TLA | %TL  | R.OF. | R.DEF. | REB | ASIS | ROB | TAP | PER | FP  | PTS |
| 1976-77   | 23   | Chicago Bulls          | NBA  | 2  |     | 5.5  | 0.0 | 0.5 | .000 |     |     |      | 0.0 | 0.0 |      | 0.0   | 0.0    | 0.0 | 0.0  | 0.0 | 0.0 |     | 0.5 | 0.0 |
| 1977-78   | 24   | Indiana Pacers         | NBA  | 1  |     | 7.0  | 0.0 | 0.0 |      |     |     |      | 0.0 | 0.0 |      | 0.0   | 0.0    | 0.0 | 1.0  | 0.0 | 0.0 | 0.0 | 1.0 | 0.0 |
| 1978-79   | 25   | Portland Trail Blazers | NBA  | 13 |     | 10.1 | 1.8 | 3.4 | .523 |     |     |      | 0.9 | 1.3 | .706 | 0.5   | 0.5    | 1.0 | 1.3  | 0.8 | 0.1 | 1.1 | 1.5 | 4.5 |
| 1979-80   | 26   | Cleveland Cavaliers    | NBA  | 62 |     | 17.0 | 2.0 | 5.1 | .384 | 0.3 | 1.1 | .239 | 0.6 | 0.8 | .769 | 0.9   | 1.0    | 2.0 | 4.2  | 1.2 | 0.0 | 1.5 | 1.8 | 4.8 |
| Total     |      |                        | NBA  | 78 |     | 15.4 | 1.8 | 4.6 | .400 | 0.3 | 1.1 | .239 | 0.7 | 0.9 | .754 | 0.8   | 0.9    | 1.7 | 3.6  | 1.1 | 0.0 | 1.4 | 1.7 | 4.6 |